# 光
Ce caractère kanji se lit ひかり, hikari, en lecture kun et veut dire « lumière ».
Il se prononce コウ « kō » en lecture on et possède un sens plus élargi (par exemple : 月光 [ゲッコウ] = clair de lune).